# Stay (chanson d'Eternal)
Pour les articles homonymes, voir Stay.
Stay est le premier single du girl group britannique Eternal. Publié le 20 septembre 1993, il est issu de l'album Always & Forever (1993). Il a été écrit par Bob Khouzouri et Mark Stevens.
Il atteint la 3e place des ARIA Charts et la 4e de l'UK Singles Chart.
Une version antérieure de la chanson a été enregistrée par Glenn Jones et publiée en 1990.